# Élections législatives de 1956 dans le Loiret
Les élections législatives de 1956 dans le Loiret sont des élections françaises qui ont eu lieu le 2 janvier 1956 dans le département du Loiret dans le cadre des élections législatives françaises de 1956, sous la IVe République.
Ce sont les dernières élections législatives de la Quatrième république, après les élections de novembre 1946 et de juin 1951.

## Mode de scrutin
L'Assemblée nationale est composée de 626 sièges pourvus au scrutin proportionnel plurinominal suivant la règle de la plus forte moyenne dans le cadre départemental, sans panachage.
Le vote préférentiel est admis, en inscrivant un numéro d'ordre en face du nom d'un, de plusieurs ou de tous les candidats de la liste. Mais l'ordre ne pourra être modifié que si au moins la moitié des suffrages portés sur la liste est numéroté. Dans les faits les modifications ne dépasseront jamais les 7%.
La loi électorale du 7 mai 1951, dite loi des apparentements, reste en vigueur. Elle permet à la base une répartition des sièges à la représentation proportionnelle dans le département, mais si des listes « apparentées » avant le déroulement du scrutin obtiennent ensemble une majorité absolue de suffrages exprimés, elles reçoivent directement tous les sièges à pourvoir.
Dans le département du Loiret, cinq députés sont à élire.

## Élus
| Député sortant     | Parti | Parti   | Député élu ou réélu          | Parti | Parti      |
| ------------------ | ----- | ------- | ---------------------------- | ----- | ---------- |
| Pierre Ségelle     |       | SFIO    | Pierre Ségelle               |       | SFIO       |
| Roger Secrétain    |       | UDSR    | André Chène                  |       | PCF        |
| Pierre Dézarnaulds |       | Rad-soc | Edgar Cochet → Pierre Perroy |       | UFF → CNIP |
| Pierre de Félice   |       | Rad-soc | Pierre de Félice             |       | Rad-soc    |
| Pierre Gabelle     |       | MRP     | Pierre Gabelle               |       | MRP        |

## Résultats

### Résultats à l'échelle du département
- Un apparentement de type Front Républicain est concrétisé entre les listes SFIO, Rad-soc et UDSR-CNIG.
- Un autre est conclu en soutien à la majorité sortante, entre les listes MRP, CNIP et Rép. soc.
- Le troisième regroupe les deux listes poujadistes.

Ce dernier sera déclaré invalide en avril par l'Assemblée, ce qui fera perdre son siège à Edgar Cochet, mais permettra à Pierre Perroy (CNIP) de siéger à l'Assemblée.
| Parti    | Parti         | Tête de liste    | Résultats | Résultats | Appar. | Appar. | Sièges |
| Parti    | Parti         | Tête de liste    | Voix      | %         | Voix   | %      | Nb.    |
| -------- | ------------- | ---------------- | --------- | --------- | ------ | ------ | ------ |
|          | SFIO          | Pierre Ségelle   | 54 672    | 29,85     | 23 014 | 12,57  | 1      |
|          | Rad-soc       | Pierre de Félice | 54 672    | 29,85     | 19 443 | 10,62  | 1 1    |
|          | UDSR-CNIG     | Roger Secrétain  | 54 672    | 29,85     | 12 185 | 6,65   | - 1    |
|          | MRP           | André Burlot     | 54 317    | 29,66     | 21 060 | 11,50  | 1      |
|          | CNIP          | Pierre Perroy    | 54 317    | 29,66     | 19 566 | 10,68  | -      |
|          | Rép. soc      | Henri Duvillard  | 54 317    | 29,66     | 13 691 | 7,48   | -      |
|          | PCF           | André Chène      | 41 715    | 22,78     | -      | -      | 1 1    |
|          | UFF           | Edgar Cochet     | 30 434    | 16,62     | 22 259 | 12,15  | 1 1    |
|          | Déf. int agri | Marcel Sevestre  | 30 434    | 16,62     | 8 175  | 4,46   | -      |
|          | PRRES         | Georges Duchesne | 0         | 0,00      | -      | -      | -      |
|          |               |                  |           |           |        |        |        |
| Inscrits | Inscrits      | Inscrits         | 228 199   | 100,00    |        |        | 5      |
| Votants  | Votants       | Votants          | 191 020   | 83,71     |        |        |        |
| Exprimés | Exprimés      | Exprimés         | 183 140   | 95,88     |        |        |        |